# Арганси
Арганси́ (фр. Argancy) — коммуна на северо-востоке Франции в регионе Гранд-Эст (бывший Эльзас — Шампань — Арденны — Лотарингия), департамент Мозель, округ Мец, кантон Пеи-Месен.
Площадь коммуны — 11,45 км², население — 1317 человек (2006) с тенденцией к росту: 1338 человек (2013), плотность населения — 116,9 чел/км². Ранее входила в состав Лотарингии.

## Население
Численность населения коммуны в 2008 году составляла 1326 человек, в 2012 году — 1329 человек, а в 2013-м — 1338 человек.
| 1962 | 1968 | 1975 | 1982 | 1990 | 1999 | 2006 | 2008 | 2012 | 2013 |
| ---- | ---- | ---- | ---- | ---- | ---- | ---- | ---- | ---- | ---- |
| 635  | 731  | 758  | 1007 | 1058 | 1103 | 1317 | 1326 | 1329 | 1338 |

Динамика населения:

## Экономика
В 2010 году из 899 человек трудоспособного возраста (от 15 до 64 лет) 688 были экономически активными, 211 — неактивными (показатель активности 76,5 %, в 1999 году — 71,2 %). Из 688 активных трудоспособных жителей работали 646 человек (343 мужчины и 303 женщины), 42 числились безработными (23 мужчины и 19 женщин). Среди 211 трудоспособных неактивных граждан 92 были учениками либо студентами, 66 — пенсионерами, а ещё 53 — были неактивны в силу других причин.

## Достопримечательности (фотогалерея)

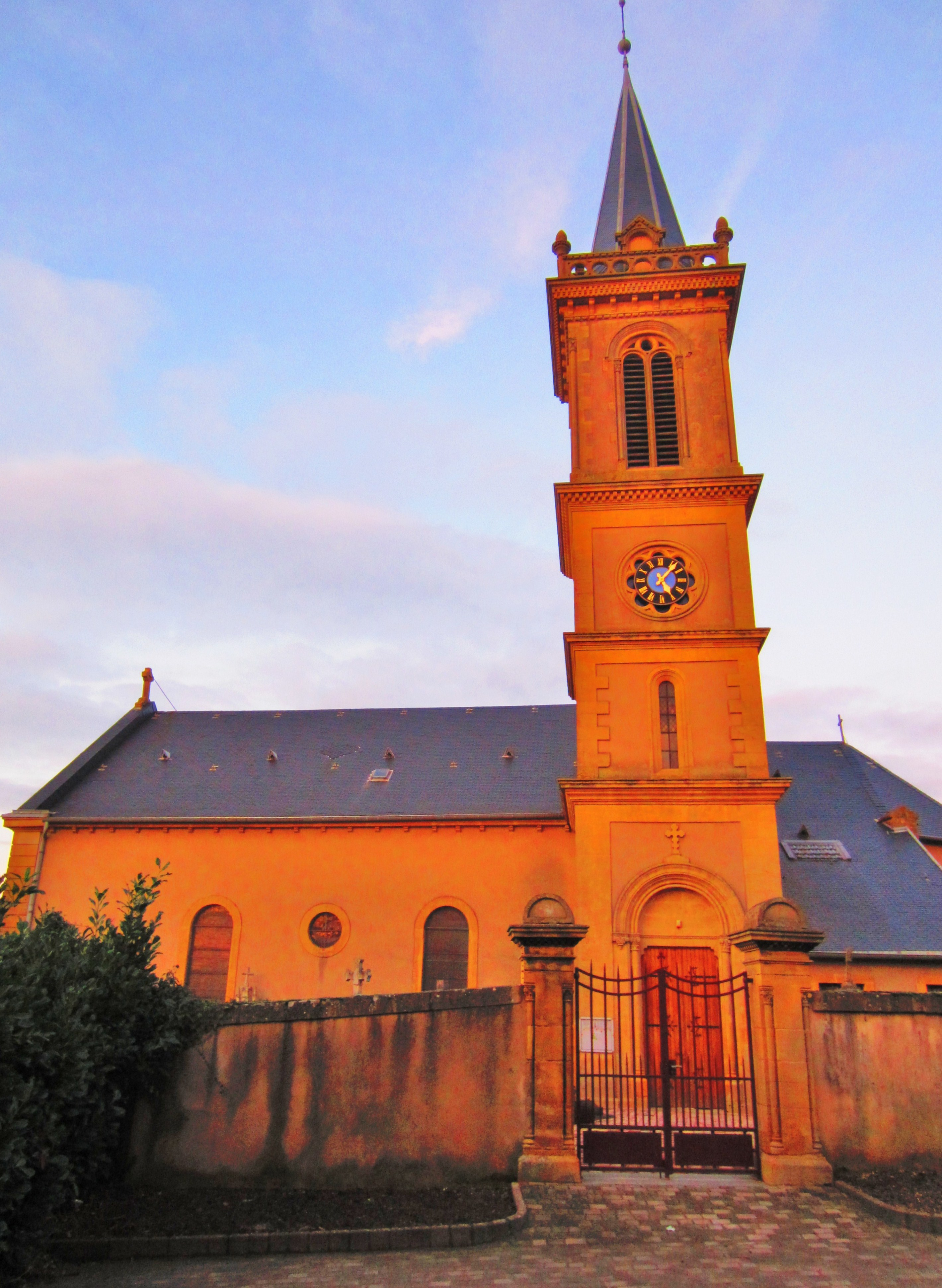
Церковь Сен-Лорен
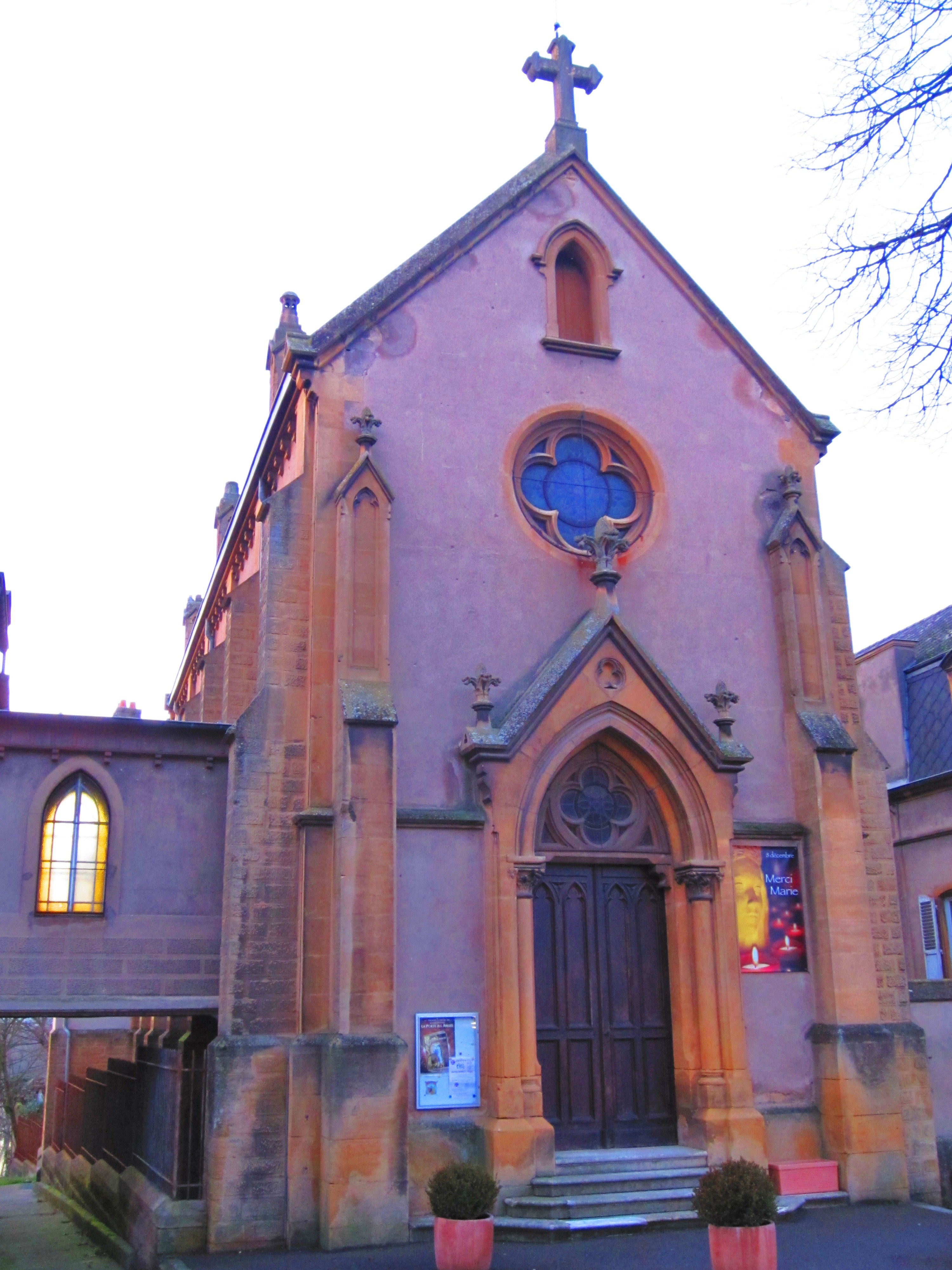
Часовня в нео-готическом стиле
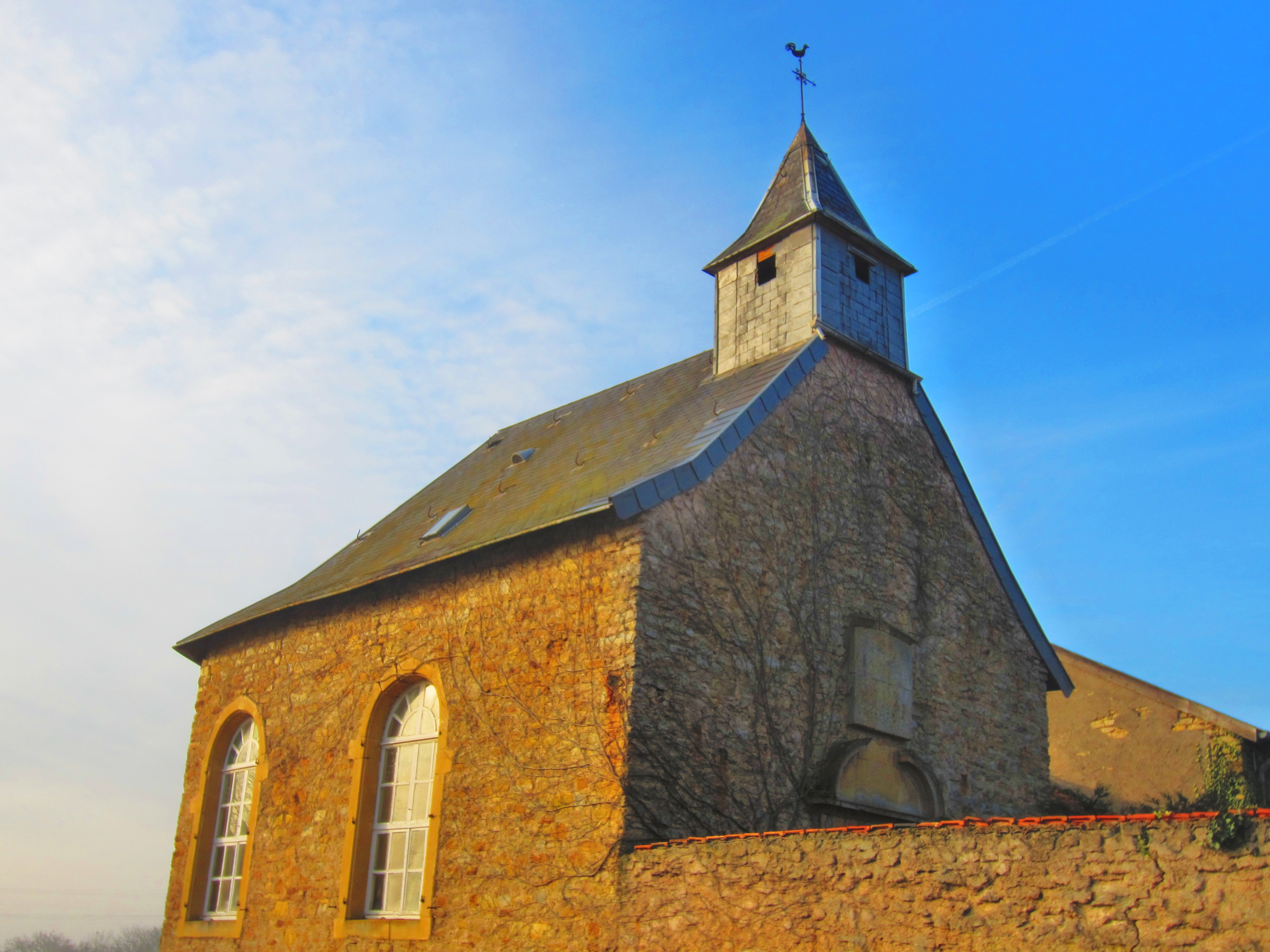
Часовня